# Furkel-hágó
A Furkel-hágó más néven Furkel-nyereg (németül: Furkel-Pass vagy Furkelsattel, olaszul: Passo Furcia, ladin nyelven Ju de Furćia) egy 1789 méter tszf. magasságú, közúton járható, hegyi hágó az olaszországi Dél-Tirolban.

## A hágó helye és kapcsolatai
A hágót az északi oldalon a 2275 m magas Kronplatz (Plan de Corones), a déli oldalon a 2507 m tszf. magasságú Piz da Peres (Enneberg) csúcs fogják közre. Az északi oldalán, a Puster-völgyben fekvő Olangot (Valdaora) köti össze a déli St. Vigillel (San Vigilio di Marebbe), amely közigazgatásilag Enneberg (Marebbe) községhez tartozik. A hágó egyúttal történelmi nyelvi határt is képez a dél-tiroli német és a ladin nyelvterületek között.
A hágó 19 km hosszú és ezen belül 744 méteres szintkülönbséget győz le, átlagosan 12%, a legmeredekebb részen 15%-os emelkedővel. Az útszakaszt többször is bevonták a Giro d’Italia országúti kerékpárversenybe (1981, 1994, 1997, 2004, 2008, 2010), s szerepel a Transalp (Átkelés kerékpárral az Alpokon) elnevezésű kerékpárverseny programjában is. A hágó útját kedvelik más kerékpáros sportolók is, akiknek kerékpárját a Kronplatz legmeredekebb szakaszán transzporter-autókkal szállítják át.

## A hágó és hágóutak működése
A hágóút télen is nyitott, járható. Mivel ez a terület a Dolomiti Superski rendszerbe bekapcsolt Kronplatz síterületen fekszik, ezért a síelők számára az út és a sípálya kereszteződésénél külön síző-hidat létesítettek.
A síterep közvetlen napi kapcsolatban van St. Vigillel. 2003 óta műhó készítésére alkalmas hóágyúkat is telepítettek.
A hágómagasságban menedékház (Hütte) működik, továbbá egy szálloda, nyilvános bárral és étteremmel (ez télen önkiszolgálással, nyáron pedig egyszerű ételek menü-kiszolgálásával).

## Képgaléria

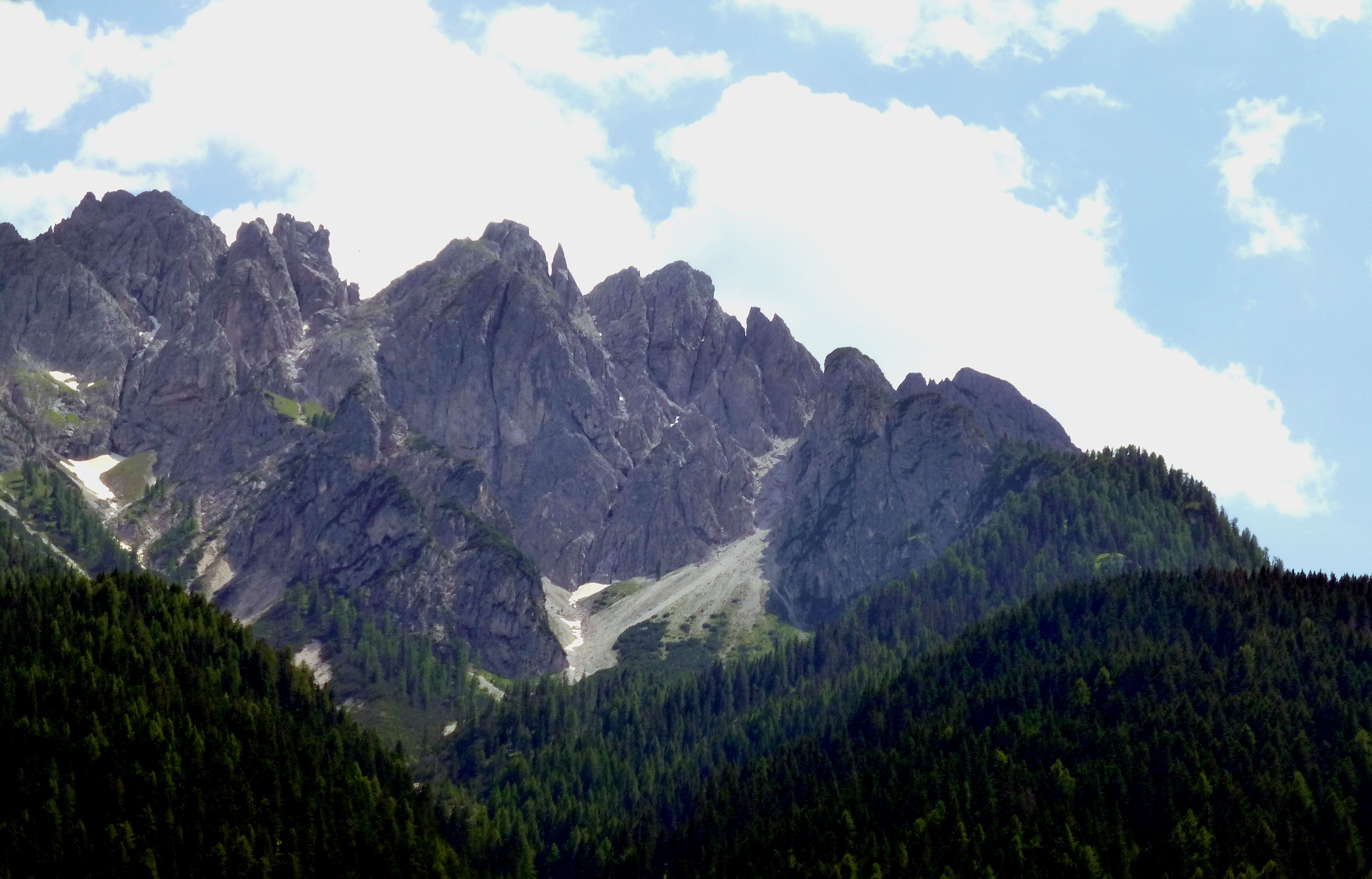
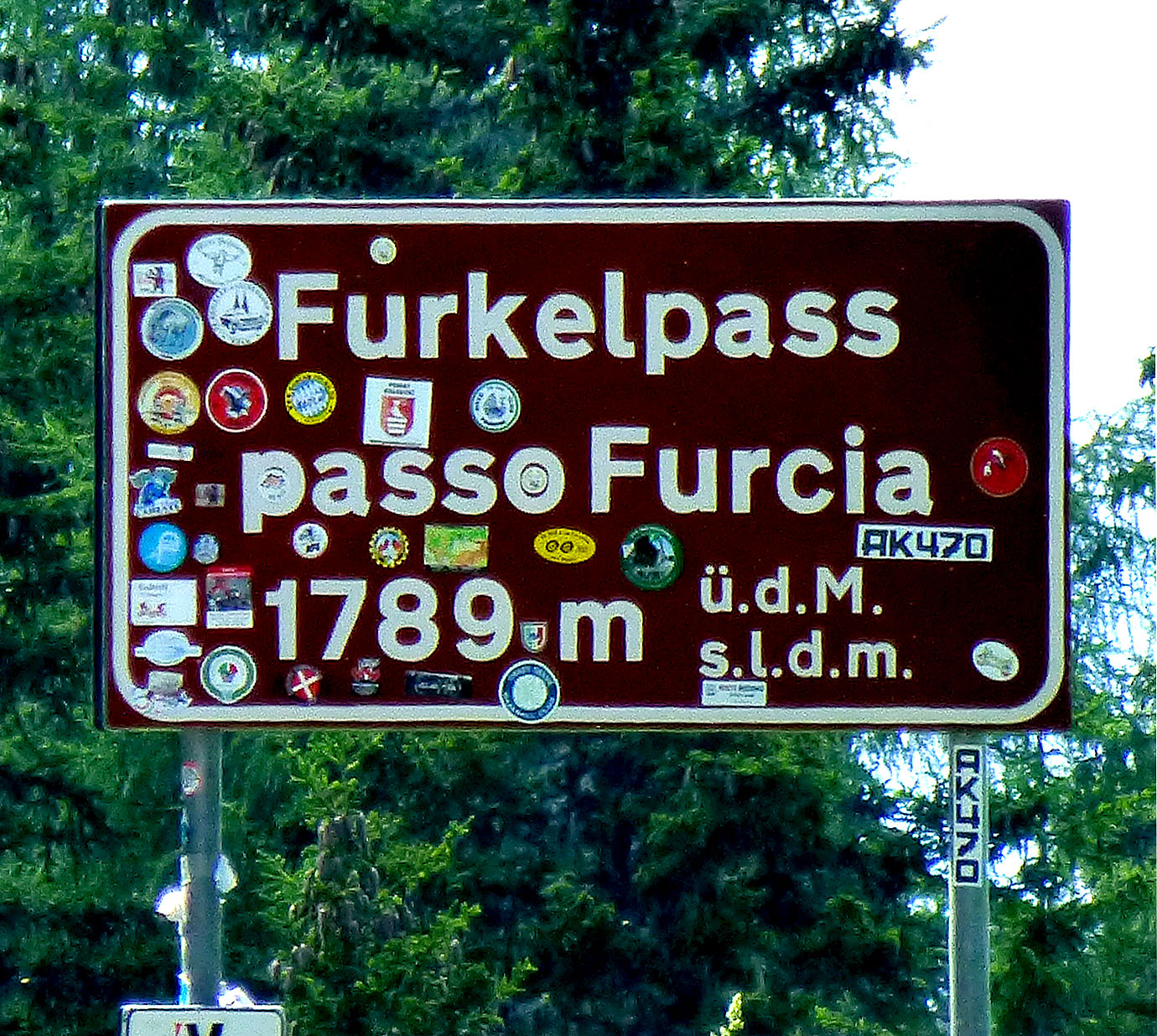
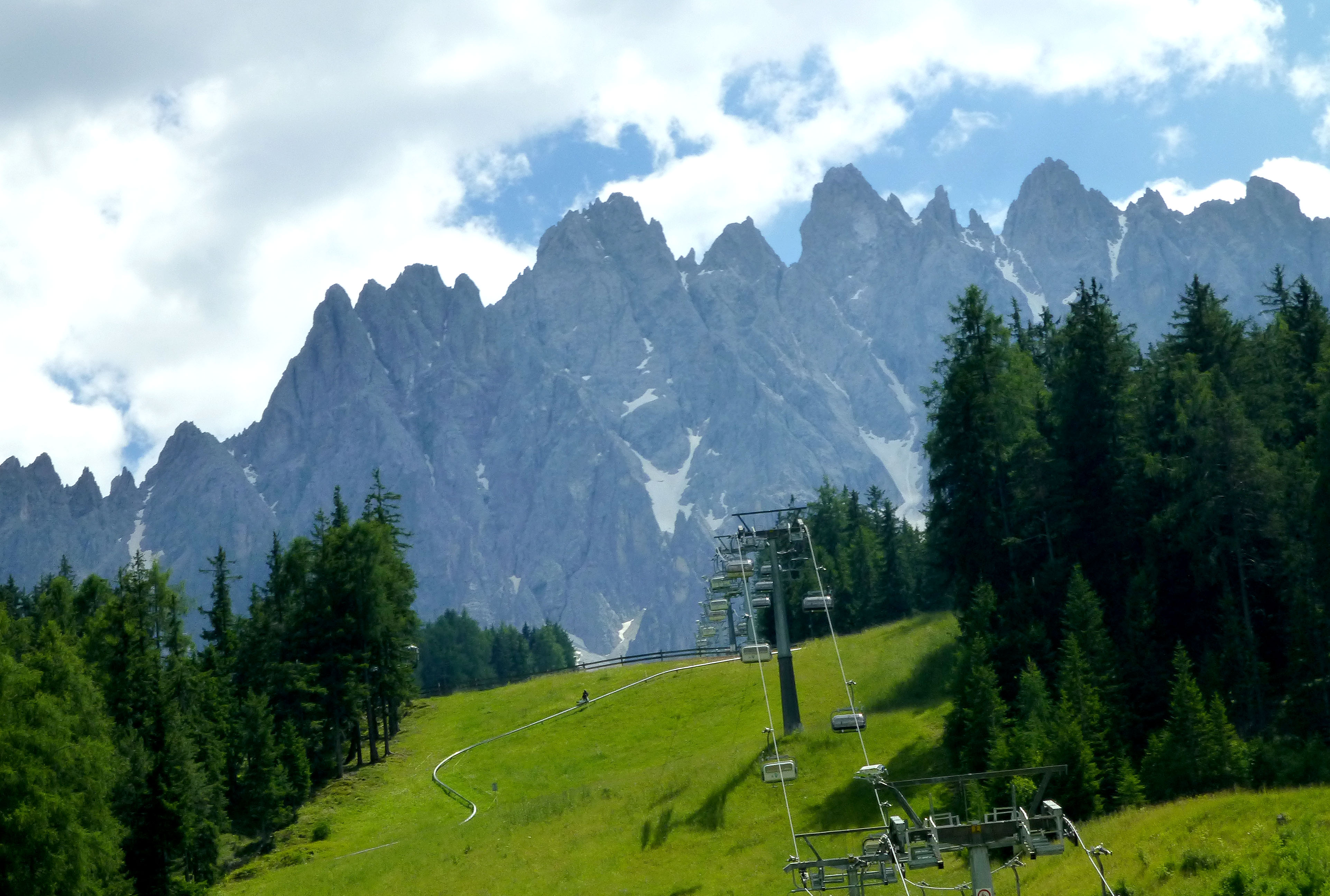
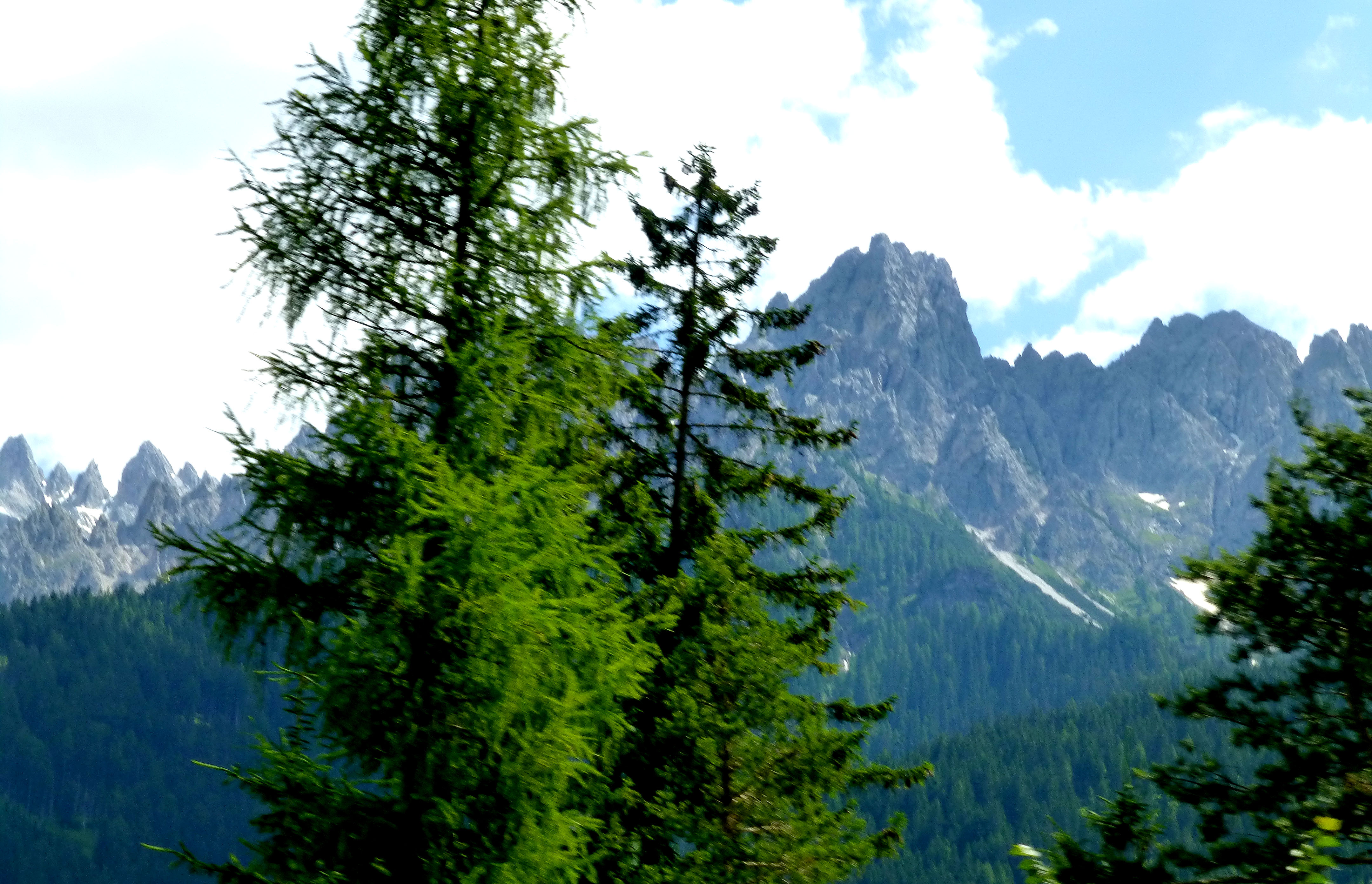